# 聖セバスティアヌスの聖母
『聖セバスティアヌスの聖母』（せいセバスティアヌスのせいぼ、伊: Madonna di san Sebastiano, 英: San Sebastiano Madonna）は、イタリア、ルネサンス期のパルマ派の画家コレッジョが1524年頃に制作した絵画である。油彩。モデナの聖セバスティアヌスの自発的な信心団体（コンフラタニティ）によって依頼された作品で、モデナ＝レッジョ公爵フランチェスコ1世・デステのコレクションを経て、現在はドレスデンのアルテ・マイスター絵画館に所蔵されている。

## 制作背景
本作品はモデナの聖セバスティアヌス同心会によって発注された。これはおそらくジョルジョ・ヴァザーリが「コレッジョの非常に親しい友人」であり、同じくコレッジョの『聖カタリナの神秘の結婚と聖セバスティアヌス』（Matrimonio mistico di santa Caterina d'Alessandria alla presenza di san Sebastiano）の所有者として記録した同心会の一員、フランチェスコ・グリッレンゾーニ（Francesco Grillenzoni）を介して行われた。画面右下に描かれた人々を疫病から保護する聖ロクスの存在は絵画の発注がペストに関連していたことを示唆しており、おそらく1523年にモデナのペストが終息したことを感謝する意図があったと考えられており、よって絵画の制作年は1524年頃とされている。

## 作品
コレッジョは天使に囲まれた聖母子と3人の聖人、聖セバスティアヌス、聖ロクス、モデナの守護聖人である聖ジミニャーノを描いている。絵画は上下の2つの場面に分かれており、上部の神聖な部分では聖母子が小さなケルビムと天使に囲まれた雲の上に座っている。一方の下部の地上では、左側に木に縛られた聖セバスティアヌスが恍惚とした表情で天上の聖母子を見上げている。中央の聖ジミニャーノは鑑賞者の側を振り返りながら聖母を指さしており、1人の少女が聖人の守護するモデナの都市を持って聖ジミニャーノにつき従っている。少女はしばしば天使とされるが、聖人によって悪魔を払われたローマ皇帝ヨウィアヌスの娘を表すと解釈することができる。そして右側では巡礼者の姿をした聖ロクスが太腿をさらしながら眠っている。聖ロクスもまた眠りながら身振りで聖母子の存在を示唆している。コレッジョは「聖会話」の形式を踏襲しながら 、聖母子を法悦の忘我状態にある聖セバスティアヌスと聖ロクスの2人の聖人が同時に見た共通の「幻視」として表現している。すなわち聖セバスティアヌスは殉教の法悦の中で、もう一方の聖ロクスは神秘的な夢の中で、聖母子と天使たちの出現する奇跡を体験している。そしてその奇跡の証拠としてペストに冒された聖ロクスの太腿は回復している。画面の大部分を占める不定形の雲は天上的世界と地上的世界の区別を曖昧にし、聖人たちの上下の身振りは天上的存在である聖母子や天使たちとの関係性を示している。そして段階的に移行する黄金の光と、中心軸のない不安定な空間に配置された人物たち、光と影の交錯によって、聖母子が現れる瞬間の緊張と、忘我状態にある聖人たちの宗教的熱狂を表現している。同時にそれはモデナの人々の天国へ訴える祈りの強さと、キリストの意思と聖母マリアの執り成しによって起こった人々の宗教的感情を要約している。それこそは研究者たちが画面全体に満ちていると感じる並々ならぬ活気の正体に他ならない。
絵画は後のパルマ派の画家ミケランジェロ・アンセルミやジローラモ・マッツォーラ・ベドーリ、バルトロメオ・スケドーニに影響を与えることになるマニエリスム的特徴が強く表れている半面、ラファエロの様式に基づく確固とした構図的均衡を保っており、その後のコレッジョの作品に通じる高い成熟を示している。

## 来歴

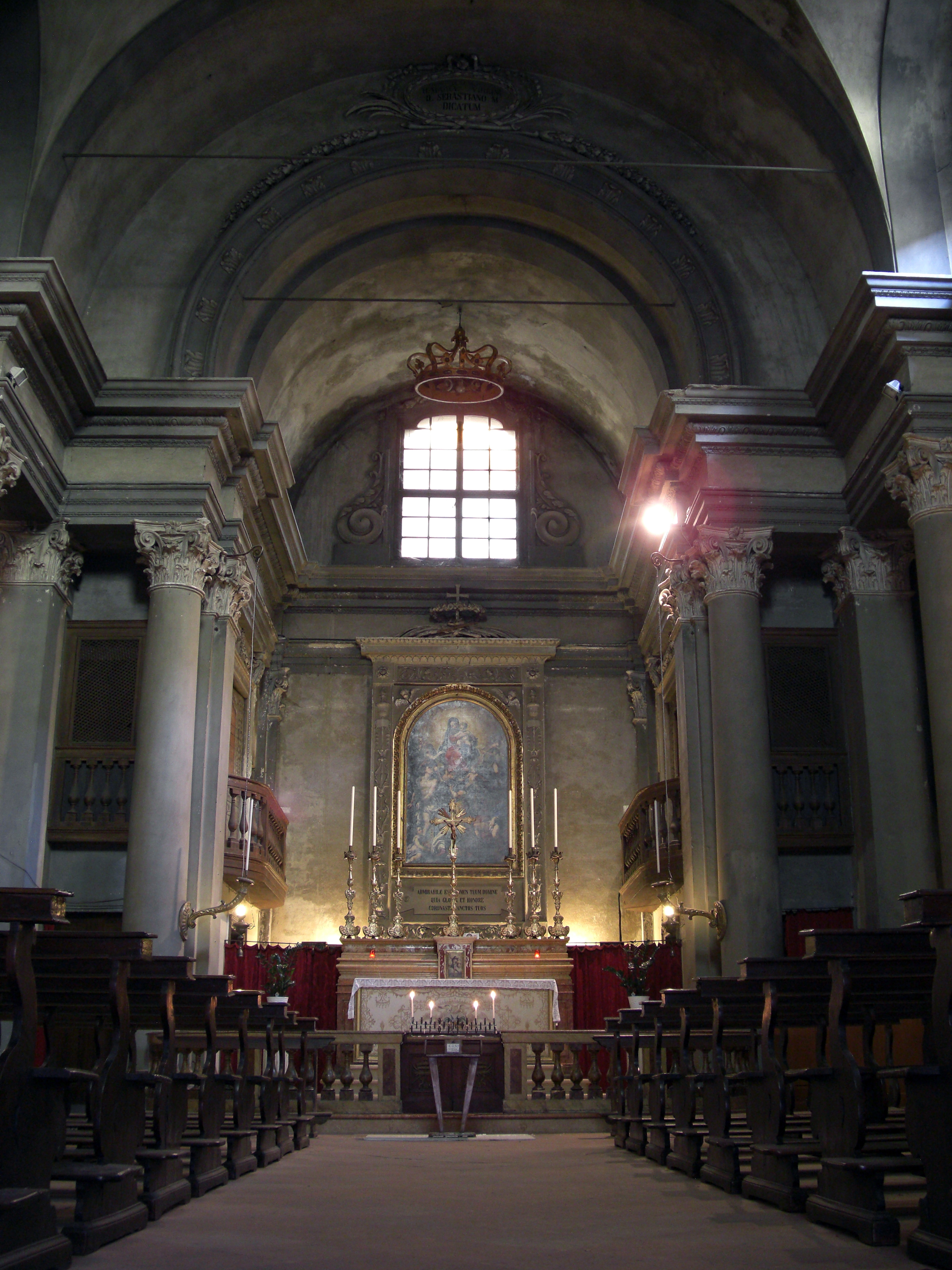
ジャン・ブーランジェによって制作された複製は、モデナのサンタ・マリア・デッラ・ポンポーザ教会に所蔵されている。

本作品はヴァザーリがかつての設置場所で簡潔に言及していることや、クリストファロ・ベルテッリがエングレービングを制作し、フェデリコ・ツッカリが模写していることから分かるように、早くから有名であった。絵画は1世紀以上もの間礼拝堂に設置されていたが、1657年に絵画を欲したモデナ＝レッジョ公爵のフランチェスコ1世・デステに売却された。その際にフランチェスコ1世・デステはフランスの画家ジャン・ブーランジェの複製と置き換えた。同時期にコッレッジョのサン・フランチェスコ教会が所有していた『聖フランチェスコの聖母』（Madonna di San Francesco）と『聖フランチェスコのいるエジプトへの逃避途上の休息』（Riposo durante la fuga in Egitto con San Francesco）もまたフランチェスコ1世・デステに売却されている。彼は作品を自身の収集室に持ち込み、フランチェスコ・スカンネッリにより賞賛されたが、ほとんどのエステ家のコレクションと同様に、1746年8月にザクセン選帝侯アウグスト3世によって購入され、ドレスデンに運ばれた。

## 修復
絵画は早くも1611年に状態の悪さが言及されており、17世紀にモデナのマニエリスムの画家エルコレ・デッラバーテによってひどく修復され、その後ボローニャのバロック画家フラミニオ・トーレによって大幅に塗り直された。さらにモデナからドレスデンへの移動で傷ついた。ローマの修復家ピエトロ・パルマロリの修復は物議を醸した。